# Anna Donati
Anna Donati (Faenza, 25 novembre 1959) è una politica italiana.

## Biografia
Negli anni '80 inizia il suo impegno politico e ambientale nel territorio romagnolo.
Alle elezioni politiche del 1987 viene candidata alla Camera dei deputati, ed eletta per la Lista Verde nella circoscrizione Bologna-Ferrara-Ravenna-Forlì con 3.602 preferenze. Nella X legislatura della Repubblica, oltre ad essere con i suoi ventotto anni una dei più giovani parlamentari, ha condotto battaglie per la legalità nella gestione degli appalti pubblici.
Non riconfermata alle elezioni politiche del 1992, diventa poi assessore alla mobilità del Comune di Bologna nel 1993, incarico che mantenne fino al 1995. Nel 1994 è stata tra i fondatori, come città di Bologna, del Network Car Free Cities, un'alleanza di 60 città europee per promuovere la mobilità sostenibile.
Tra il 1995 e il 2001 ricopre l'incarico di Responsabile nazionale dei trasporti del WWF Italia, occupandosi di promozione della mobilità sostenibile.
Tra il 1998 e il 2001 fa parte anche del consiglio di amministrazione delle Ferrovie dello Stato, dove si è impegnata per il miglioramento della qualità dei servizi ai passeggeri, l'incremento del trasporto merci, l'accelerazione degli investimenti, il risanamento dell'azienda.

### Elezione a senatrice
Alle politiche del 2001 viene candidata al Senato della Repubblica nel collegio uninominale di Mantova, per la coalizione dell'Ulivo: col 42,1% dei voti, sconfigge la candidata della Casa delle Libertà Francesca Scopelliti. Viene poi nominata presidente della Commissione Lavori pubblici e Comunicazioni.
Alle elezioni del 2006 viene rieletta senatrice, nella circoscrizione Veneto per la lista Insieme con l'Unione, nella quale la Federazione dei Verdi ha presentato i propri candidati. Nella XV legislatura è presidente della 8ª Commissione Lavori pubblici, Comunicazioni del Senato, dove ha promosso la revisione del codice in materia di appalti, la riforma delle concessionarie autostradali, il sostegno agli investimenti ferroviari e per i pendolari, la riqualificazione del trasporto pubblico locale, con risorse strutturali per lo sviluppo ed il rilancio del servizio per i cittadini e la mobilità sostenibile nelle città.
Si ricandida alle elezioni politiche del 2008 con La Sinistra l'Arcobaleno, ma non viene riconfermata per il cattivo risultato della lista.

### Fuori dal Parlamento
Torna ad occuparsi di gestione dei trasporti e della mobilità a partire dal 2009, come direttore generale dell'Agenzia Campana per la mobilità sostenibile (ACAM), nominata dal presidente della Regione Campania Antonio Bassolino, incarico che ricopre fino al 2011.
Tra il 2011 e il 2013 ricopre l'incarico di assessore alla mobilità ed infrastrutture del Comune di Napoli nella giunta di Luigi De Magistris. Tra i principali interventi realizzati nel corso del suo mandato ci sono:
- L'aumento delle aree pedonali come il lungomare di via Caracciolo e via Partenope.[1]
- La realizzazione delle zone a traffico limitato come nel Centro Antico presidiate con i varchi telematici.[1]
- Il completamento della metropolitana di Napoli, con l'apertura della stazione di Toledo il 17 settembre 2012 e quella di Garibaldi inaugurata il 31 dicembre 2013.[1]
- La realizzazione di piste ciclabili come quelle di Centro-Bagnoli inaugurata a novembre 2012.[1]